# Leis de anistia
Uma lei de anistia é qualquer arranjo legislativo, constitucional ou executivo que isenta retroativamente um grupo seleto de pessoas, geralmente líderes militares e líderes do governo, de responsabilidade criminal pelos crimes que cometeram. Mais especificamente, na "era da responsabilização", as leis de anistia passaram a ser consideradas como concedendo impunidade por violações dos direitos humanos, incluindo medidas institucionais que impedem o processo por tais crimes e exoneram os crimes já condenados, evitando qualquer forma de responsabilização.

## História
Muitos países foram atormentados por revoluções, golpes de Estado e guerra civil. Após tal turbulência, os líderes do regime de saída que desejam, ou são forçados, a restaurar a democracia em seu país são confrontados com possíveis litígios relativos às ações de "contrainsurgência" tomadas durante seu governo. Não é incomum que as pessoas façam alegações de abusos dos direitos humanos e crimes contra a humanidade. Para superar o risco de serem processados, muitos países absolveram os envolvidos dos crimes a que são acusados.
As leis de anistia são frequentemente igualmente problemáticas para o lado oposto como um problema de custo-benefício: levar a antiga liderança à justiça vale a pena estender o conflito ou governo do regime anterior, com um aumento concomitante de sofrimento e baixas, conforme o antigo regime se recusa largar o poder?
As vítimas, suas famílias e organizações de direitos humanos - por exemplo, Anistia Internacional, Human Rights Watch - se opuseram a tais leis por meio de manifestações e litígios, argumentando que uma lei de anistia viola o direito constitucional local e o direito internacional ao manter a impunidade. O Grupo de Trabalho sobre Desaparecimentos Forçados ou Involuntários da ONU afirma que leis de anistia são ilegais mesmo quando tenham sido aprovadas em referendo ou em consultas populares.
Conceder anistia para "crimes internacionais" - que incluem crimes contra a humanidade, crimes de guerra e genocídio - é cada vez mais considerado proibido pelo direito internacional. Esse entendimento é extraído das obrigações estabelecidas nos tratados de direitos humanos, das decisões dos tribunais internacionais e regionais e da lei emergente da prática estatal de longa data (direito internacional consuetudinário). Os tribunais internacionais, regionais e nacionais têm revogado cada vez mais as anistias gerais e os recentes acordos de paz evitaram amplamente a concessão de anistia para crimes graves. Com isso em mente, o Tribunal Penal Internacional foi estabelecido para garantir que os perpetradores não se esquivem da responsabilidade de comando por seus crimes, caso o governo local não os processe.
As Diretrizes de Belfast sobre Anistia e Responsabilidade estabelecem uma estrutura para avaliar a legalidade e legitimidade das anistias de acordo com as múltiplas obrigações legais enfrentadas pelos estados em conflito ou transição política. Elas foram de autoria coletiva de um grupo de especialistas internacionais em direitos humanos e resolução de conflitos liderados por Louise Mallinder e Tom Hadden, do Transitional Justice Institute, um instituto de pesquisa da Universidade de Ulster, Irlanda do Norte, no Reino Unido.

## Por país

### África do Sul
Após o fim do apartheid, a África do Sul decidiu não processar, mas em vez disso criou a Comissão da Verdade e Reconciliação (CVR). Seu objetivo era investigar e elucidar os crimes cometidos durante o regime do apartheid, sem indiciar, em uma tentativa de tornar os supostos perpetradores mais complacentes para cooperar.
A CVR ofereceu "anistia pela verdade" aos perpetradores de abusos dos direitos humanos durante a era do apartheid. Isso permitiu que os abusadores confessassem suas ações à CVR para obter a anistia. Isso despertou muita polêmica no país e internacionalmente.

### Argentina
A Comissão Nacional sobre o Desaparecimento de Pessoas (CONADEP), liderada pelo escritor Ernesto Sabato, foi criada em 1983. Dois anos depois, o Julgamento das Juntas conseguiu provar os crimes das várias juntas que haviam formado o autodenominado Processo de Reorganização Nacional. A maioria dos oficiais de alto escalão julgados foram condenados à prisão perpétua: Jorge Rafael Videla, Emilio Eduardo Massera, Roberto Eduardo Viola, Armando Lambruschini, Raúl Agosti, Rubén Graffigna, Leopoldo Galtieri, Jorge Anaya e Basilio Lami Dozo. No entanto, o governo de Raúl Alfonsín votou duas leis de anistia para evitar a escalada dos julgamentos contra militares envolvidos em violações dos direitos humanos: a Lei de Ponto Final de 1986 e a Lei de Obediência Devida de 1987. O presidente Carlos Menem perdoou os líderes da junta e os comandantes sobreviventes das organizações guerrilheiras esquerdistas armadas em 1989–1990. Após persistente ativismo das Mães da Praça de Maio e outras associações, as leis de anistia foram derrubadas pela Corte Suprema de Justiça da Argentina quase vinte anos depois, em junho de 2005. No entanto, a decisão não foi aplicada aos líderes guerrilheiros.

### Brasil
Em 1979, a ditadura militar do Brasil - que reprimiu dissidentes políticos, esquerdistas, comunistas e sindicalistas - aprovou uma lei de anistia. Esta lei permitiu o retorno de ativistas exilados, mas também foi usada para proteger os violadores dos direitos humanos de processos judiciais. Os autores de violações dos direitos humanos durante a ditadura militar no Brasil de 1964 a 1985 nunca foram processados criminalmente. Em 2010, a Corte Interamericana de Direitos Humanos declarou a lei de anistia do Brasil ilegal por causa das disposições que "impedem a investigação e punição de graves violações de direitos humanos" e condenou o Brasil por não investigar e condenar os culpados pela “detenção arbitrária, tortura e desaparecimento forçado de 70 pessoas, entre membros do Partido Comunista do Brasil e camponeses da região [...], resultado de operações do exército brasileiro empreendidas entre 1972 e 1975” durante a Guerrilha do Araguaia. O ministro do STF, Marco Aurélio Mello afirmou em resposta que a decisão da Corte Internacional tinha eficácia apenas política, mas que não possuía validade legal. Em julho de 2018, a Corte Interamericana de Direitos Humanos condenou novamente o Brasil pela "falta de investigação, de julgamento e de punição dos responsáveis" pela prisão, tortura e morte do jornalista Vladimir Herzog", ocorrida em 1975.

### Espanha
Em 1977, o primeiro governo democrático eleito após a morte de Francisco Franco aprovou a Lei 46/1977, uma lei de anistia que isentava de responsabilidade todo aquele que cometeu qualquer crime por motivos políticos antes desta data. Essa lei permitiu a comutação das sentenças dos acusados de ataque à ditadura e ao mesmo tempo foi usada como motivo para não investigar e processar as violações dos direitos humanos ocorridas no período.
Em fevereiro de 2012, o Alto Comissariado das Nações Unidas para os Direitos Humanos exigiu da Espanha a revogação da Lei de Anistia de 1977, sob o argumento de que viola o direito internacional. O Comissário referiu-se à obrigação da Espanha de cumprir o Pacto Internacional dos Direitos Civis e Políticos. De acordo com o direito internacional, não há prescrição para crimes contra a humanidade. Em 2013, um grupo de trabalho de especialistas da ONU pediu novamente à Espanha que revogasse a lei de 1977.

### Reino Unido
A chamada "Lei Alan Turing" é uma proposta de lei de anistia para homens condenados por sexo homossexual consensual antes da aprovação da Lei de Ofensas Sexuais de 1967. Em 2017, a proposta de anistia foi incorporada como uma emenda na Inglaterra e no País de Gales como uma emenda à Lei de Policiamento e Crime de 2017.